# Alberik Zwyssig
Alberik Zwyssig, o anche Alberich (Bauen, 17 novembre 1808 – Mehrerau, 18 novembre 1854), è stato un compositore svizzero, conosciuto soprattutto quale autore dell'inno nazionale del suo Paese, il Salmo svizzero.

## Biografia
Nell'estate del 1841, il sacerdote e compositore di Uri Alberik Zwyssig che soggiornava da suo fratello nella bellissima casa patrizia "St-Carl" alle porte di Zugo, ricevette un testo patriottico da mettere in musica, autore del quale era l'editore musicale, giornalista e compositore zurighese Leonhard Widmer (1809-1867). Zwyssig scelse una melodia da lui composta sul salmo "Diligam te Domine" qualche anno prima, nel 1835, in occasione dell'insediamento di un parroco, mentre era maestro di cappella nell'abbazia di Wettingen. Il testo di Widmer fu adattato al canto da chiesa. La sera di lunedì 22 novembre 1841, giorno di Santa Cecilia, in una sala al primo piano della villa "St-Carl", quattro cittadini di Zugo intonarono per la prima volta il "Salmo svizzero", in presenza del compositore.
Due anni dopo, in occasione dell'anniversario dell'entrata di Zurigo nella Confederazione (1º maggio 1351 - 1º maggio 1843), il nuovo canto patriottico figurava già nel libretto della festa, a cura dei "Zürcher Zofinger", con il testo originale:
La montagna, altare della patria, ove per una singolare confusione fra l'ordine naturale e l'ordine divino molte persone ben intenzionate identificano l'ascensione (la piccozza in mano e le uova sode nello zaino) all'elevazione dell'anima verso Dio, è stata per tutto l'Ottocento un soggetto portante, per la poesia e la musica. Metteteci un pizzico di edificazione, cui un popolo imbottito di morale è naturalmente incline, e ne uscirà un'arte mollemente sentimentale, ove l'assenza di profilo avrà il vantaggio di adattarsi a tutti e a ciascuno